# Wilhelm Christian Meyer
Wilhelm Christian Meyer (* 27. August 1726 in Gotha; † 11. Dezember 1786 in Berlin) war ein deutscher Bildhauer und Porzellanmodelleur in der Zeit des Rokoko.

## Leben
Wilhelm Christian Meyer war ein Sohn des in Erfurt tätigen Bildhauers Matthias Meyer und der jüngere Bruder des späteren Modellmeisters der Königlichen Porzellanmanufaktur Friedrich Elias Meyer. Nach dreijähriger Lehrzeit bei seinem Bruder arbeitete er in Leipzig, Berlin, Potsdam und Halle. Ab 1757 arbeitete er für Karl IV., Kurfürst von der Pfalz in Düsseldorf und für den Kurfürsten Clemens August von Bayern in Bonn. 1761 ging er wieder nach Berlin. Ab 1766 arbeitete er auch für die Berliner Porzellan-Manufaktur. 1783 wurde er Mitglied der Königlichen Akademie der Künste. Am 11. Februar 1786 wurde er deren Rektor.

## Werke (Auswahl)
- Nach 1772: Grabmal General Christoph Ludwig von Stechow in Kotzen
- 1773: Figuren für die Hedwigskirche und Skulpturenschmuck an der Alten Bibliothek
- Nach 1774: Grabmal Johann Friedrich Meckel in der Dorotheenstädtischen Kirche
- 1776: 8 Figuren als Laternenträger für die Opernhausbrücke
- 1782/86: Bronzestatue der Zarin Katharina II.
- 1785: 6 Kinderfiguren nach Bernhard Rode, zusammen mit Heinrich Bettkober und Schultze für die Spandauer Brücke
- 1785/86: Denkmal für Herzog Leopold von Braunschweig in Frankfurt (Oder)
- Nach 1786: Grabmal Hans Joachim von Ziethen in Wustrau
- Nach 1788: Grabmal der Malerin Anna Dorothea Therbusch-Lisiewska in der Dorotheenstädtischen Kirche

Werkbeispiele
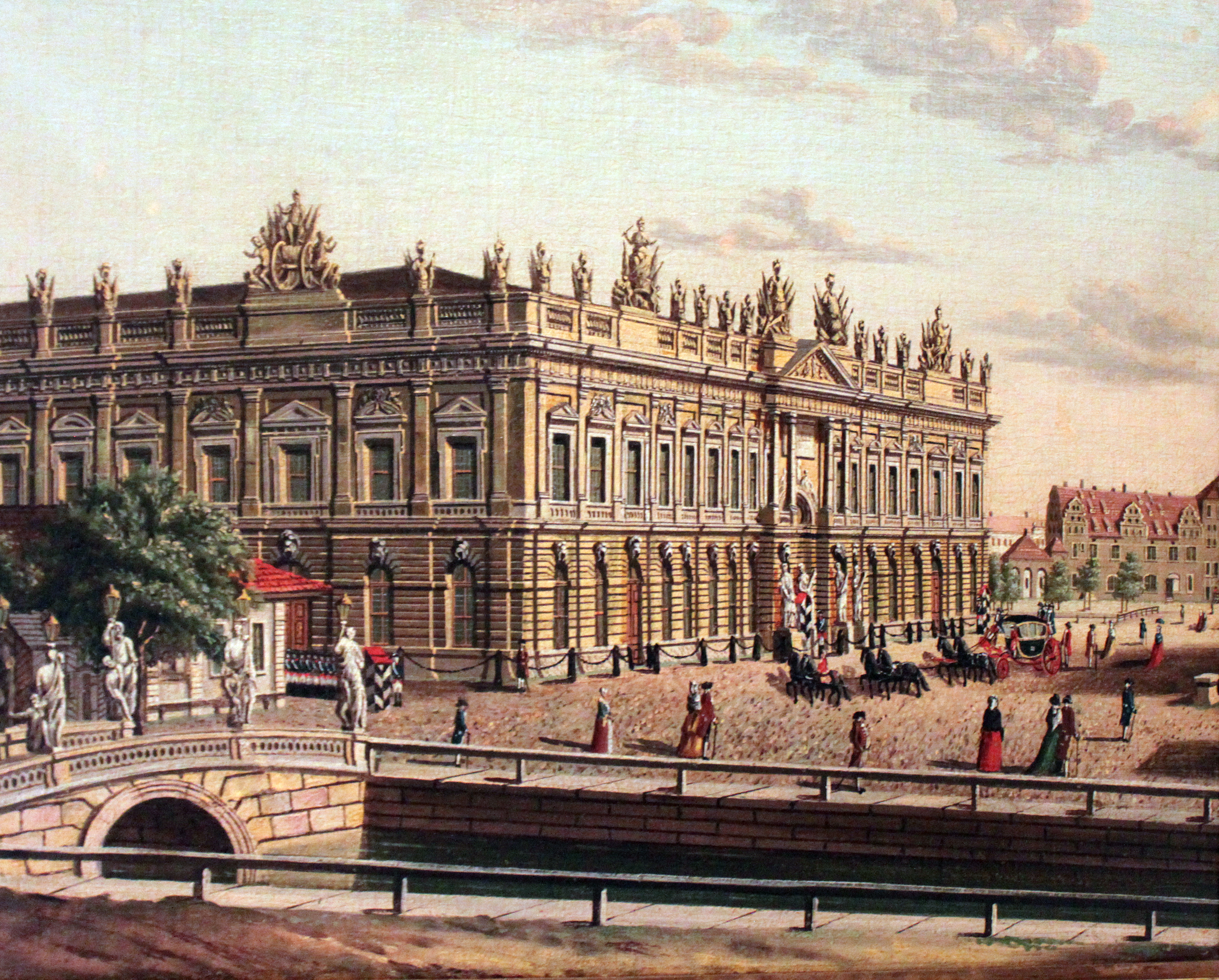
Opernbrücke mit Laternenträgern Gemälde von Carl Traugott Fechhelm, 1785
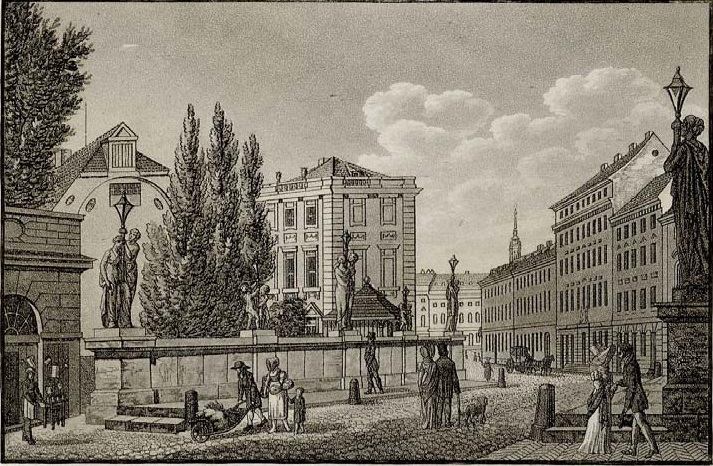
Spandauer Brücke mit Kinderfiguren Aquatinta von Friedrich August Calau, 1815
Prinz Leopold Denkmal in Frankfurt (Oder) Postkarten von vor 1906